# Umberto Borsò
Umberto Borsò (La Spezia, 3 aprile 1923 – Roma, 26 novembre 2018) è stato un tenore italiano.

## Biografia

### I primi anni
Nato da genitori di origine pisana, nella città di La Spezia, dove il padre lavorava come fonditore, all'età di 3 anni si trasferì con la famiglia a Castelfiorentino (dove presso il Teatro del Popolo, sono custoditi alcuni suoi abiti di scena). Imparò a fare le prime emissioni della voce facendo il chierichetto e seguendo i canti religiosi. Dopo la morte del padre si trasferisce a Pisa all'età di 14 anni. Quarto di 7 figli, comincia a lavorare alla Piaggio, prima come fattorino, mentre frequenta la scuola serale fino all'esame di ragioniere, titolo che gli permette di salire la scala professionale.
Alla fine della guerra, occupandosi di politica come rappresentante degli impiegati nella Commissione Sindacale, viene licenziato, ma la perdita del lavoro gli apre la strada della carriera. Dopo aver ripreso i suoi studi di canto presso Vera Amerighi Rutili, soprano drammatico, partecipa nel 1951 ad un concorso di canto a Genova esibendosi in tre romanze: “O tu che in seno agli angeli”, “Celeste Aida” e “Di quella pira” che esegue poi nell'audizione al Teatro dell'Opera di Roma alla presenza del Direttore Artistico Guido Sampaoli e del Direttore e fondatore del Concorso Teatro lirico sperimentale di Spoleto, Avv. Adriano Belli, che lo dichiarano vincitore nel 1952. Debutta quindi a Spoleto il 3 settembre del 1952 con La forza del destino di Giuseppe Verdi insieme a Gabriella Tucci (dopo che Beniamino Gigli aveva cantato la prima), e partecipa alla tournée in Svizzera e Germania con la Compagnia del Teatro dell'Opera come sostituto di Lauri Volpi.
 Così scrive di lui nella pagina Artisti Lirici Silvio Serfogli (La Nazione – 10 settembre 1952).

### La carriera
Segue il debutto con Manon Lescaut di Giacomo Puccini a Torino (18 settembre 1953), poi con Tosca al Gran Teatro La Fenice di Venezia con Maria Caniglia e Tito Gobbi. 
Nel 1953 e 1954 si esibisce nel ruolo di aio nella prima assoluta di Medea di Pietro Canonica diretto da Ottavio Ziino con Maria Pedrini al Teatro dell'Opera di Roma il 12 maggio 1953 ed al Teatro Massimo di Palermo. L'esordio decisivo è l'8 maggio del 1956 quando sostituisce Mario Del Monaco in Andrea Chénier con Renata Tebaldi.
La stampa riporta: Non sapremmo pensare un canto migliore, specialmente nella chiusa della “Mamma morta” che le ha procurato battimani, fiori e un bis..[…] Successo pieno, con oltre quaranta chiamate. (Il Messaggero – 19 maggio 1956)
Una serata importante, che segnerà la sua affermazione internazionale: la coppia Borsò – Tebaldi ripeterà l’Andrea Chénier varie volte anche in America (Miami 1961), e si esibisce in Manon Lescaut (Barcellona 1959), in Adriana Lecouvreur (L'Havana 1959) e Aida.
L'Aida con Renata Tebaldi al Liceu di Barcellona (dicembre 1956) ebbe risvolti nella storia della lirica: in teatro un giovane rimase impressionato dall'interpretazione della coppia Borsò - Tebaldi, e capì che un giorno avrebbe calcato il palcoscenico. Quel giovane era José Carreras.
Oltre che nei principali teatri italiani, riscontra un successo immediato in vari teatri degli Stati Uniti USA (Boston, Filadelfia, Hartford, Miami, New Orleans, Pittsburg) debuttando al Metropolitan con La Gioconda il 16 aprile del 1962. Le esibizioni in Sudamerica lo portano dal Mexico (Mexico City, Monterrey, Guadalajara), in Cile ove culminano nella rappresentazione di Otello a Santiago nel 1969 con Ramón Vinay nel ruolo di Jago.
In Europa è per vari anni il tenore più richiesto dal Gaiety di Dublino, e canta a Londra (Covent Garden), in vari teatri in Germania (Augsburg, Amburgo, Mannheim, Colonia), a Vienna, al Liceu di Barcellona, a Malaga e Valencia. In Australia riscuote i maggiori successi concessi a cantanti europei (Sydney, Melbourne, Canberra negli anni 1955, 1970, 1972), attestati dal critico australiano John Cargher.
Oltre che in Giappone (Tokyo e Kyoto) e al Bolshoi di Mosca si esibisce fino agli anni 1980 nei maggiori teatri della ex Jugoslavia. Il compositore Stjepan Šulek scrive Oluja (La Tempesta) per Borsò che la inaugura cantando in croato a Zagabria nel novembre del 1969.
Il tardo esordio al Teatro alla Scala di Milano (marzo 1963 con Il trovatore) ed al Comunale di Firenze (come Mario in Tosca, con Magda Olivero e Ettore Bastianini, gennaio 1965) è il segnale di una “strada in salita” che caratterizza il difficile rapporto dell'artista con l'establishment dell'Opera lirica italiana nonostante la luminosa carriera intrapresa dal tenore nei maggiori teatri d'Italia e del mondo. Basti ricordare che proprio a Firenze il successo è tale che il pubblico pretende il bis di Lucevan le stelle, contro il veto dei bis imposto dalle regole del teatro. L'ultimo era stato concesso nel 1948 da Beniamino Gigli.
È stato nominato uno dei più notevoli interpreti di Otello, nel quale ha debuttato a fiume il 6 novembre 1954, esibendosi in seguito in 39 recite a Fermo, Malaga, Adria, Asti, Santiago del Cile (settembre 1969) e in Australia (Sydney, Melbourne, Adelaide, Canberra).
Ha cantato insieme ai più grandi interpreti (Renata Tebaldi, Magda Olivero, Maria Caniglia, Marcella Pobbe, Gertrude Grob-Prandl (Turandot), Montserrat Caballé, Birgit Nilsson, Tito Gobbi, Giangiacomo Guelfi (Aida, Fenice di Venezia), sotto la direzione di dirigenti come Napoleone Annovazzi, Arturo Basile, Oliviero De Fabritiis, Gianandrea Gavazzeni, Franco Patané, Tullio Serafin, e con registi come Luchino Visconti (Trovatore, 25.9.1963, Mosca).
Ha cantato 153 rappresentazioni di Aida, 135 di Il Trovatore, 78 di Andrea Chénier, 66 di Tosca, 44 di La Forza del Destino, 39 di Otello.

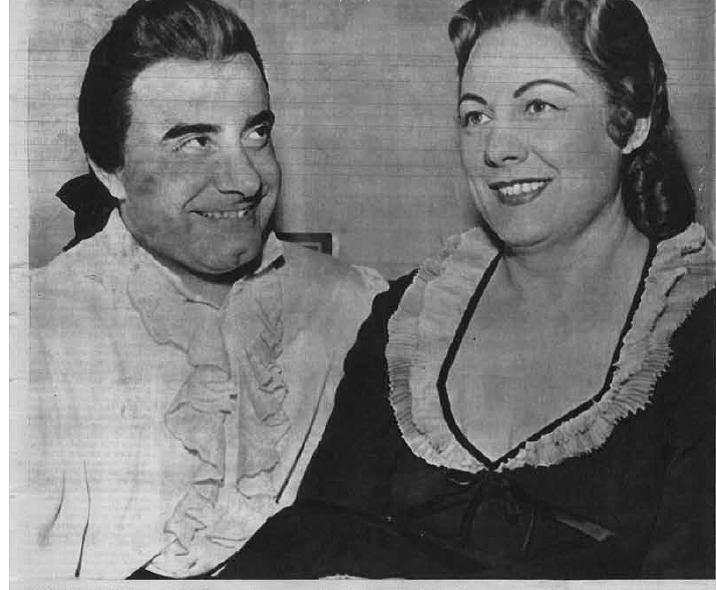
Umberto Borsò e Renata Tebaldi in Andrea Chénier (Miami, 23 gennaio 1961)

## Repertorio
BELLINI	Vincenzo: 
- NORMA (Pollione)
- IL PIRATA (Gualtiero)

BIZET Georges:
- CARMEN (Don José)

CANONICA Pietro: 
- MEDEA (Giasone)

CAPIZZANO Emilio:
- AMALIA (Eduardo)

CATALANI Alfredo: 
- LA WALLY (Giuseppe Hagenbach)

CILEA Francesco: 
- ADRIANA LECOUVREUR (Maurizio di Sassonia)

DONIZETTI Gaetano: 
- LUCIA DI LAMMERMOOR (Edgardo di Ravenswood)

GIORDANO Umberto: 
- ANDREA CHÉNIER (Protagonista)
- FEDORA (Il conte Loris Ipanoff)

GOUNOD Charles:	
- ROMEO E GIULIETTA (Romeo)

LEONCAVALLO Ruggero: 
- PAGLIACCI (Canio)

MASCAGNI Pietro: 
- CAVALLERIA RUSTICANA (Turiddu)
- LODOLETTA (Flammen)
- IRIS (Osaka)
- IL PICCOLO MARAT (Il piccolo Marat)

MERCADANTE Saverio: 
- IL GIURAMENTO (Viscardo)

MORINI Francesco: 
- MANUELA (………)

MUSORGSKJI Modest: 
- BORIS GODUNOV (Il falso Dimitri)

PONCHIELLI Amilcare: 
- LA GIOCONDA (Enzo Grimaldo)

PUCCINI Giacomo: 
- MANON LESCAUT (Cav. Renato Des Grieux)
- TOSCA (Mario Cavaradossi)
- LA FANCIULLA DEL WEST (Dick Johnson)
- TURANDOT (Calaf)
- MADAMA BUTTERFLY (B. F. Pinkerton)
- LA BOHÈME (Rodolfo)
- IL TABARRO (Luigi)

RESPIGHI Ottorino: 
- LA CAMPANA SOMMERSA (Enrico)

ROCCA Lodovico:	
- MONTE IVNOR (Imar)

ROSSINI	Gioachino: 
- MOSÈ (Amenofi)
- GUGLIELMO TELL (Arnoldo)

SCARFEO Claudio Maria: 
- IL SANGUE E LA ROSA (Ciccio Sicato)

SAINT-SAËNS Camille: 
- SANSONE E DALILA (Sansone)

SALINAS Enrico: 
- PAGANETTA (Enrico)

ŠULEK Stjepan: 
- OLUJA –TEMPESTA (Ferdinando)

VERDI Giuseppe:	
- LA FORZA DEL DESTINO (Don Alvaro)
- MACBETH (Macduff)
- AIDA (Radames)
- IL TROVATORE (Manrico)
- SIMON BOCCANEGRA (Gabriele Adorno)
- DON CARLO (Protagonista)
- UN BALLO IN MASCHERA (Riccardo)
- ERNANI (Protagonista)
- LA TRAVIATA (Alfredo Germont)
- OTELLO (Protagonista)
- RIGOLETTO (Il Duca di Mantova)

WAGNER Richard: 
- LOHENGRIN (Protagonista)

## Onorificenze
- Cavaliere di Malta (1996)
- Premio Caruso (2006)
- Cittadinanza onoraria di Castelfiorentino - FI (2015)

## Cronologia
Cf. Cronologia di Arrigo Valesio, in: Borsò, Vittoria/Pasquali, Gabriella (2013): Umberto Borsò. Ambasciatore del belcanto nel mondo, Viareggio: Pezzini Archiviato il 22 febbraio 2014 in Internet Archive.

## Discografia e archivi
Cf. Cronologia di Arrigo Valesio, in: Borsò, Vittoria/Pasquali, Gabriella (2013): Umberto Borsò. Ambasciatore del belcanto nel mondo, Viareggio: Pezzini Archiviato il 22 febbraio 2014 in Internet Archive.

### Incisioni in studio
- Giuseppe Verdi - Aida - Maria Curtis Verna, Umberto Borsò, Oralia Dominguez, Ettore Bastianini, Norman Scott. Direttore Franco Capuana Orchestra e Coro del Teatro La Fenice. Venezia (La Fenice),1954 Remington - 199/178 (3 LP). Riedizione (2004), Preiser – CD: Remington R-199-178/3; CD: Omega Opera Archive 3421
- Ottorino Respighi - La campana sommersa - Margherita Carosio, Rita Malatrasi, Lucia Danieli, Umberto Borso, Enrico Tommaso Frascati, Rolando Panerai, Plinio Clabassi, Pierluigi Latinucci, Angelo Mercuriali - Orchestra Sinfonica e Coro Di Milano delle RAI/Franco Capuana rec. 11 July 1956, Milan - Great Opera Performances GOP66.360

### Registrazioni dal vivo
Giuseppe Verdi – AIDA - Antonietta Stella, Umberto Borsò, Giulietta Simionato, Giangiacomo Guelfi, Antonio Cassinelli, Carlo Cava, Mario Carlin, Sumie Kawanchi, Direttore Vittorio Gui, Orchestra e Coro dell'Opera di Tokyo, 29 settembre 1956.
CD: Omega Opera Archive 4414
Giuseppe Verdi – LA FORZA DEL DESTINO - Elizabeth Fretwell, Umberto Borsò, John Pringle, Donald Shanks, Alan Light, Suzanne Steele, Luciano Borghi, Direttore Gerald Krug. Orchestra: Elisabethan Trust Opera. Coro: Australian Opera, Elizabethan Theatre, Newtown, Sydney, Australia, 2 settembre 1972.
CD: House of Opera CD 12190; CD: Omega Opera Archive 4454
Giuseppe Verdi - IL TROVATORE - Umberto Borsò, Montserrat Caballé, Fedora Barbieri. Direttore Carlo Felice Cillario. Teatro Liceu, Barcellona, 1º Gennaio 1966
CD: House of Opera CD 374
CD: Omega Opera Archive 4900
www.operapassion.com/cd374.html
Giuseppe Verdi - IL TROVATORE- Umberto Borsò, Pauline Tinsley, Irene Dalis, Vladimir Ruzdak, Carl Schultz. Hamburgischen Staatsoper, 24 marzo 1970 
OD 10585-2 In Stereo https://web.archive.org/web/20130304001147/http://operadepot.com/members/?page_id=589 [29.05.2013].
Giuseppe Verdi - IL TROVATORE (Tace la notte) Franco Bordoni, Ljiljana Molnar Talajić Umberto Borsò Pisa 1973. Playtime: 7:44 
http://www:ringtonematcher.com/go/?sid=APMZros&search= G. Verdi. Il Trovatore(Tace La Notte) F. Bordoni, U. Borso' L. Molnar
Giacomo Puccini - MANON LESCAUT – Magda Olivero, Umberto Borsò, Mario Carlin, Joop Ruivenkamp, Giovanni Foiani – Amsterdam 31.10.1964 – live - Direttore Fulvio Vernizzi - Orchestra/Ensemble: Italian Radio Symphony Orchestra Turin, Royal Concertgebouw Orchestra. Il CD pubblicato da “Bella Voce” BLARICUM CD COMPANY (BCD) BV- AKELEIBAAN 60 - 2908 KA CAPELLE A/D IJSSEL – HOLLAND; reperibile (BLV 107.221)
Giacomo Puccini - MANON LESCAUT- Magda Olivero, Umberto Borsò, Fernandino Lidonni. Direttore. Fulvio Vernizzi. Concertgebouw Orchestra - live, 31-10-1964 2 LL.PP. discocorp 019/20 GFC 5690 
Giacomo Puccini - MANON LESCAUT - Magda Olivero, Umberto Borsò, Fernandino Lidonni, Giovanni Foiani, Dir. Fulvio Vernizzi – Amsterdam, 31 ottobre 1964 ed. Eklipse/House of Opera P-6 (2 CD) (live)
Giacomo Puccini – MANON LESCAUT - Renata Tebaldi, Umberto Borsò, Manuel Ausensi, Direttore Angelo Questa. Orchestra e Coro Teatro Liceo, Barcellona, 5 novembre 1959
Id_Lote = 26003820&Alta=1&Vendido=1
Giacomo Puccini - MANON LESCAUT - Magda Olivero, Umberto Borsò. Amsterdam, 31 ottobre 1964:
downoload on line https://web.archive.org/web/20140222151204/http://www.belcantosociety.org/store/product_info.php?products_id=1280 [29.05.2013].
Giacomo Puccini – TOSCA – Magda Olivero, Umberto Borsò, Aldo Protti. Direttore Giuseppe Morelli, 18 ottobre 1968, Orchestra e Coro, Opera di Siena.
CD: Omega Opera Archive 4338
Pietro Mascagni, IL PICCOLO MARAT – Umberto Borsò, Virginia Zeani, Nicola Rossi Lemeni, Clara Betner, Rinaldo Rota, Afro Poli, Mario Frosini, Renato Spagli Augusto Frati, Ernesto Vessari, Cesare Masini Sperti, Direttore Oliviero de Fabritiis, Orchestra e Coro Teatro La Gran Guadia, Livorno, 26. Ottobre 1961. Reperibile: CD: Fone 88 F 17-37; CD: Omega Opera Archive 3299.
IRIS by Pietro Mascagni performed in Italian - Conductor Gabriele Santini - 1960(LI) Orchestra - Teatro San Carlo di Napoli - Chorus - Teatro San Carlo di Napoli: Iris - Clara Petrella, Osaka - Umberto Borso, Kyoto - Saturno Meletti, Il Cieco - Ivo Vinco, Una guècha - Aida Stefani, Un Merciavolo - Gianni Avolanti, Un Cenciaivolo - Ottavio Taddei Black Disc; - E.J. Smith «The Golden Age of Opera» EJS 195 {2LPS} (1960) ª
Recordings of IRIS by Pietro Mascagni are surveyed in the following publications: CELLETTI p. 392; PENGUIN p. 199; GIUDICI p. 353 (2) p. 616 Comments:- Recording of a performance in the Teatro San Carlo, Naples (6 February 1960) IRIS, Pietro Mascagni, in http://www.operadis-opera-discography.org.uk/CLMCIRIS.HTM [29.05.2013].
Charles Gounod – ROMEO ET JULIETTE. Gianna d'Angelo, Umberto Borsò, Ester Orel, Pierre Mollet, Renato Mattioli, Antonio Cassinelli, Graziano del Vivo, Angelo Ossi, Renato Bruson, Mario Borriello, Direttore Massimo Freccia, 4 dicembre 1967
CD: Omega Opera Archive 3906.

## Opere che citano Umberto Borsò
- A cura del Comune di Brisighella, Maria Pedrini, celebre soprano di Brisighella, Due libri, Brisighella, 1985; Recite con U.B., cast.
- A cura della Sovrintendenza dell'Ente Autonomo Teatro di San Carlo, Cronache del Teatro di San Carlo 1948-1968, Napoli, 1968; U.B. nelle stagioni liriche, con cast, in ben quattro pagg. (99, 124, 128, 204).
- Annalen van de opera gezelschappen in Nederland 1886-1995, Amsterdam: Den Uitgave van Theater Institute Nederland, 1996, p. 1119-1276.
- Dall'Accademia all'Istituzione – Settant'anni di musica a Cagliari (Istituzione dei concerti e del Teatro Lirico di Cagliari), Due volumi, Cagliari: Tip. Valdès 1994; U.B. al Teatro Massimo di Cagliari, 1958 e 1965, cast.
- Giorgio Feliciotti, Adriana Guerrini – Una voce che ritorna, Bologna: Bongiovanni, 1980;

Recite con U.B., cast.	
- Vittorio Frajese, Dal Costanzi all'Opera, Quattro volumi di grande formato, Roma: Edizioni Capitolium, 1978; U. B. nelle stagioni liriche del Teatro dell'Opera e del Teatro di Caracalla, Roma, opere, cast completo, anni: 1953, 1956, 1957, 1959.
- R. Holmes, Trough the opera glass. A chronological register of opera performed in South Australia 1836 to 1988, Adelaide (South Australia): Friends of the State Opera of South Australia, 1991, p. 295-369.
- G. Idonea, D. Danzuso, Musica, musicisti e teatri a Catania (dal mito alla cronaca) 3e edizione, Palermo: Publisicula Editrice, 1990, p. 631-647.
- Index to record reviews 1984-1987: based on material 1984 AND 1987, Compiled and edited by Kurtz Myers, Boston, Massachusetts: G.K. Hall, 1989, p. 547-557.
- Krleza, Miroslav, Leksikon Jugoslavenske Muzike, Zagreb: Jugoslavenski Leksikografski Zavod, 1984.
- K. J. Kutsch, L. Riemens, Grosses Sangerlexikon. Erganzungsband [I], Bern: Francke, 1991, pp. 1133-1954, 1990.
- Mario Morini, Nandi Ostali, Piero Ostali jr, Casa Musicale Sonzogno – Cronologie, Saggi, Testimonianze, Milano: Casa Musicale Sonzogno di Piero Ostali, 1995; Due volumi, opera monumentale sulle opere liriche della Sonzogno e dei loro interpreti, U.B. fra gli interpreti del repertorio verista.
- M. Moreau, O teatro de S. Carlos: dois seculos de historia, Vol. II, Lisbona: Hugin Editores, 1999, p. 713-1424 p. 1387-1406.
- Santo Muscas, La lirica in Sardegna, Cagliari: Edes, 1983; U.B. nelle stagioni liriche al Teatro Massimo e all'Anfiteatro Romano di Cagliari e al Teatro Verdi di Sassari, cast.
- Mirto Picchi, Un trono vicino al sol, Ravenna: Edizioni del Girasole, 1978;

U.B. è nell'elenco dei tenori più importanti.
- Marcella Pobbe, Dove sono i bei momenti, Milano: Leonardo Arte, Milano, 2000;

Recite con U.B., cast.
- M.F. Rich/L. Riemens, Grosses Sängerlexikon, New York: Arno Press, 1976.
- F. Rossi, M. Girardi, Il teatro la Fenice: cronologia degli spettacoli 1938-1991, Venezia: Albrizzi Editore, 1992, p. 487-570.
- Lamberto Trezzini (a cura di), Due secoli di vita musicale – Storia del Teatro Comunale di Bologna, Due volumi, Bologna: ed. Alfa, 1966; U.B. è nel 2° vol., pagg. 239 e 246

Lamberto Trezzini, Due secoli di vita musicale storia del teatro comunale di Bologna
Seconda edizione, Bologna: Nuova Alfa Editoriale, 1987, p. 296-362.
- Vincenzo Quattrocchi, Magda Olivero – Una voce per tre generazioni, Azzali, Parma: Azzali, 1984; Recite con U.B., cast.